# Mbonso
Mbonso est une localité du Cameroun située dans la région du Nord-Ouest et le département du Bui. Elle fait partie de la commune de Mbiame.

## Localisation
Le village de Mbonso est situé à environ 94 km de Bamenda, le chef-lieu de la Région du Nord-Ouest, et à 274 km de Yaoundé, la capitale du Cameroun. 

## Climat
Le climat est de type tropical. Le précipitations sont plus importantes en été qu'en hiver. La température moyenne annuelle est 24,4 °C. 

## Population
Lors du recensement de 2005, on y a dénombré 3 682 habitants dont 1 850 hommes et 1 832 femmes.

## Éducation
Il y a une trois écoles primaires et une école maternelle.

## Santé
Il y a un centre de santé.  